# Kościół Narodzenia Najświętszej Maryi Panny w Mielenku Gryfińskim
Kościół Narodzenia Najświętszej Maryi Panny w Mielenku Gryfińskim – katolicki kościół filialny zlokalizowany we wsi Mielenko Gryfińskie w gminie Gryfino, w powiecie gryfińskim (województwo zachodniopomorskie). Jest świątynią filialną parafii Świętej Trójcy w Chwarstnicy.

## Historia i architektura
Murowany z kamieni narzutowych kościół pochodzi z przełomu XV i XVI wieku. Wzniesiony na planie prostokąta, jest orientowaną budowlą salową, bez wyodrębnionego prezbiterium. Budowla nakryta jest dwuspadowym dachem. W elewacji wschodniej znajdują się dwa półkoliście zakończone okna, w jej ozdobionym ceglanymi sterczynami szczycie umieszczono dwa przeźrocza w formie oculusów i oculusową blendę. Szczyt elewacji zachodniej, znajdujący się nad dachem półszczytowym, wykonany jest z drewna. W ścianie zachodniej znajduje się umieszczony w ostrołukowej wnęce portal wejściowy oraz trzy półkoliście zakończone otwory okienne.
Wnętrze kościoła nakrywa drewniany, belkowany strop. Ściany są otynkowane i pobielone. W tylnej części kościoła znajduje się drewniana empora, wsparta na słupach.
Po II wojnie światowej kościół został konsekrowany jako świątynia katolicka w dniu 1 września 1946 roku przez ks. Jana Palicę.